# Het Achterom
Het Achterom is een gemeentelijk monument, met als actuele functie brouwerij en proeflokaal in Apeldoorn.

## Geschiedenis
De naam "Het Achterom" bestaat reeds sinds 1600. Het was toen de naam van een steeg achter de Hoofdstraat, tegenover het Raadhuisplein. Deze naam bleef behouden tot de jaren 1950. De Hoofdstraat (vroeger "Dorpstraat") kende toen veel logementen. Reizigers konden hun paarden stallen in "het achterom". Op de plaats van het huidige Het Achterom stond een stal, die in 1910 werd afgebroken en vervangen door een pakhuis, naar ontwerp van architect Andries van Driesum. Later werd dit banketbakkerij G.J. Heins. Men kon er ook eten en logeren. Na de oorlog zette I.P. (Piet) Heins de zaak verder. Hij kreeg echter rugklachten en moest de banketbakkerij stopzetten. Heins, die ook interesse voor kunst had, werd de eerste beheerder van de Van Reekumgalerij. Door zijn artistieke contacten verwierf hij een uitgebreide privécollectie. Deze collectie werd na het pensioen van Heins tentoongesteld in de voormalige bakkerij. Piet Heins overleed in 1994 en zijn vrouw zette het museum verder tot ook zij in 2008 overleed.
In 2009 werd het pand aangekocht door een aantal Apeldoorners, verenigd in de "Vereniging Andries van Driesum", die zich inzet voor het behoud en de herbestemming van waardevolle panden in Apeldoorn, samen met de Stichting Apeldoornse Monumenten. Het pand werd gerestaureerd en in 2010 heropend als brouwerij en proeflokaal. De exploitatie werd uitbesteed aan een particulier, zodat de Vereniging Andries van Driesum zich terug kon richten op de aankoop en herbestemming van andere panden. Wat er met de schilderijen van het voormalige museum gebeurde, is nog onduidelijk.

## Brouwerij
Het Achterom is een kleinschalige brouwerij die wekelijks één bier brouwt, de Veluwse Schavuyt, een ongefilterd en ongepasteuriseerd bier van hoge gisting. De capaciteit van de brouwinstallatie is 250 liter. Het bier wordt voornamelijk voor het bijbehorende proeflokaal gebrouwen, maar wordt ook afgenomen door slijterijen en horecagelegenheden in de regio.  
Brouwerij Het Achterom is lid van het Klein Brouwerij Collectief (KBC).